# El Frijolar, Durango
El Frijolar är en ort i Mexiko.   Den ligger i kommunen Tamazula och delstaten Durango, i den centrala delen av landet, 900 km nordväst om huvudstaden Mexico City. El Frijolar ligger 542 meter över havet och antalet invånare är 106.
Terrängen runt El Frijolar är kuperad västerut, men österut är den bergig. Runt El Frijolar är det mycket glesbefolkat, med 6 invånare per kvadratkilometer. Närmaste större samhälle är Los Remedios, 18,1 km öster om El Frijolar. I omgivningarna runt El Frijolar växer i huvudsak lövfällande lövskog.